# ASD Handball Messina
L'Handball Club Messana è una società di pallamano femminile di Messina.

## Storia
La società è stata fondata nel 1990 da Filippo Spadaro, Vincenzo Marino, Ivar Le Donne, Luigi De Joannon e Andrea Carbone.
Dopo cinque anni dalla fondazione, dopo tre promozioni, la società raggiunge la massima serie (A1) del Campionato italiano femminile di pallamano, ma retrocede dopo una sola stagione. Promossa nuovamente, la squadra rimane in Serie A1 per cinque anni consecutivi.
Nella stagione 1999/00 il club si classifica al quarto posto, risultato migliorato nel 2000/01, con il primo posto al termine della stagione regolare e la finale scudetto persa contro il Dossobuono. Nella stessa stagione, la società peloritana conquista la prima Coppa Italia della sua storia.
Nel 2003 viene retrocessa in Serie A2 e, due anni dopo, risale in Serie A1. Rimane nella massima serie nazionale fino al 2012, anno in cui è costretta a rinunciare alla partecipazione per problemi economici. 
Ripartita dalla Serie A2, nel 2014 l'ex fondatore Vincenzo Marino rifonda la società, che cambia nome da HC Messana a ASD HandBall Messina: nell'estate del 2016 viene accettata la richiesta di ripescaggio e così il club messinese "torna" in A1 dopo quattro anni.
Il ritorno in A1 si conclude con la salvezza raggiunta sul campo, ma non sulla carta, con i problemi finanziari che costringono la società a fare un passo indietro con un lustro prima. 
Dal 2017 la squadra milita in Serie A2.

## Giocatrici
- Maria Grazia Interdonato: presenze in Nazionale Allieve, Juniores e Seniores
- Rossana Mangano: presenze in Nazionale Allieve, Juniores e Seniores; ha partecipato ai Giochi del Mediterraneo di Tunisi 2001 e ai Campionati del Mondo Italia 2001 non gioca più nella Messana)
- Francesca Celotto: presenze Nazionale Allieve, Juniores e Seniores; ha partecipato ai Giochi del Mediterraneo di Tunisi 2001 e ai Campionati del Mondo Italia 2001(non gioca più nella Messana)
- Domenica Monaco: presenze in Nazionale Allieve, Juniores e Seniores
- Giusi Interdonato: presenze in Nazionale Allieve, Juniores e Seniores
- Laura Lanteri: presenze in Nazionale Allieve (non gioca più nella Messana)
- Caterina Sciurba: presenze in Nazionale Allieve (non gioca più nella Messana)
- Rosaria Triolo: presenze in Nazionale Allieve
- Santina Sanò: presenze in Nazionale Allieve
- Adriana Luciano: presenze in Nazionale Allieve

## Giovanili
Ha ottenuti diversi risultati nelle squadre giovanili:
- Under 18 vicecampionesse d'Italia nell'anno 1999/00
- Under 18 campionesse d'Italia nell'anno 2000/01
- Under 16 campione regionale e finalista nazionale nell'anno 2003/04
- Under 17 vicecampionesse di Sicilia nell'anno 2004/05

## Palmarès

### Competizioni nazionali
- Coppa Italia femminile: 1

2000-01

### Competizioni giovanili
- Campionato italiano di pallamano femminile U18: 1

2000-01